# ビッグ・アイズ (曲)
「ビッグ・アイズ」（"Big Eyes"）は、アメリカ合衆国のシンガーソングライターのラナ・デル・レイの楽曲である。デル・レイとプロデューサーのダン・ヒースによって書かれたこの曲は、ティム・バートンの映画『ビッグ・アイズ』のタイトル・トラックとなった。 これは映画のサウンドトラック・アルバムの一部としてインタースコープ・レコードより2014年12月23日にデジタル・ダウンロードで発表された。この曲の歌詞は、映画の中盤で自分の絵がスーパーマーケットで売られているのを見つけた主人公の心情を表現している。
この曲は第72回ゴールデングローブ賞主題歌賞にノミネートされた。2014年12月13日、この曲はアカデミー歌曲賞の選考対象79曲の1つとなったが、ノミネートには至らなかった。

## 背景と作曲
デル・レイは『ビッグ・アイズ』のために2曲を書き下ろし、歌った。タイトル・トラックは映画の途中、もう1曲の「アイ・キャン・フライ」はエンドクレジット中で使用された。映画のプロデューサーの1人であるラリー・カラゼウスキーは、「ティムが彼女に映画を見せると、彼女はそれに惚れ込んだ。特に女性がこの映画を気に入られるようで、ラナはまさにその魅力に取り憑かれていた。この映画は、自分の声を見つけられない女性の物語だ。ラナの歌は、マーガレットが感じていることを完璧に表現しており、まるで彼女の内なる思いを歌った独白のようだ」と述べた。
『コンシクエンス・オブ・サウンド』では、「ビッグ・アイズ」と「アイ・キャン・フライ」の両方について、「ミニマルなピアノ・バラードとして始まった後、デル・レイの痛々しい歌声が心の痛みとメランコリーが何層にも重ねて提供されつつ、豪華なオーケストラの序曲へと展開される」と書かれた。

## プロモーション
2014年12月1日、映画の主演のエイミー・アダムスが登場する「ビッグ・アイズ」のティーザー・リリックビデオが公開された。公式オーディオは2014年12月19日にデル・レイのVEVOのアカウントにアップロードされ、2020年12月4日時点で1450万回以上の再生数を記録している。
『ビッグ・アイズ』の映画スタジオであるワインスタイン・カンパニーは、アカデミー賞歌曲賞に出品することを決めた。

## 評価
『ビルボード』のクリス・ペインは、デル・レイの「ヴォーカル演劇と悲痛なほど心を揺さぶるストリングスを多用したプロダクションが私たちを引き込む」と評した。『エンターテインメント・ウィークリー』のエスター・ザッカーマンはこの曲について、「ドラマチックでレトロな雰囲気で、デル・レイらしさが存分に発揮されている」と評した。

### 受賞とノミネート
「ビッグ・アイズ」は2014年12月13日発表の第87回アカデミー賞歌曲賞のショートリストに選ばれたが、2015年1月15日発表の最終ノミネートには含まれなかった。2014年12月11日、「ビッグ・アイズ」は第72回ゴールデングローブ賞主題歌賞にノミネートされた。2014年12月15日、「ビッグ・アイズ」は第20回クリティクス・チョイス・アワード歌曲賞にノミネートされた。
| 賞   | 賞                                     | 賞       | 賞             | 賞 |
| 年   | 賞                                     | 部門     | 結果           |    |
| ---- | -------------------------------------- | -------- | -------------- | -- |
| 2015 | 第87回アカデミー賞                     | 歌曲賞   | ショートリスト |    |
| 2015 | 第72回ゴールデングローブ賞             | 主題歌賞 | ノミネート     |    |
| 2015 | 第20回クリティクス・チョイス・アワード | 歌曲賞   | ノミネート     |    |